# 卜部博文
卜部 博文（うらべ ひろふみ、1934年2月28日 - ）は、日本の実業家。卜部グループ、サンデーサン等の創業者。

## 略歴
1957年、明治大学商学部卒業。1965年、トヨタカローラ山口代表取締役社長に就任後、外食事業のサンデーサン（後のジョリーパスタ）などを創業し、傘下に繊維メーカー・自動車ディーラー・レンタカー・不動産・外食など多くの企業を抱える企業グループ、卜部グループを築き上げた。